# Time in a Bottle
Singles de Jim Croce
I Got a Name
(1973) It Doesn't Have to Be That Way
(1973)
Time in a Bottle est un single de l'auteur-compositeur-interprète américain Jim Croce. Il en a écrit les paroles après que sa femme Ingrid lui a dit qu'elle était enceinte de son fils, Adrian, en décembre 1970. Le titre apparaît sur son album You Don't Mess Around with Jim publié en 1972 chez ABC Records. Initialement, ABC ne souhaitait pas éditer la chanson en single ; mais lorsque Jim Croce meurt dans un accident aérien en septembre 1973, les paroles de la chanson, traitant de la mortalité et du souhait d'avoir plus de temps, prennent une signification supplémentaire. La chanson fut alors plus largement diffusée par les radios en tant que piste de l'album, et l'édition d'un single fut également demandée. Quand elle fut finalement éditée en disque 45 tours, elle devint le second et dernier hit numéro 1 de Jim Croce. Après que le single est resté en première place pendant deux semaines en 1974, l'album You Don't Mess Around with Jim devient numéro 1 pendant cinq semaines. En 1977, Time in a Bottle a été utilisé comme titre pour une compilation de chansons d'amour de Jim Croce.

## Dans la culture populaire
- La chanson commence à être largement diffusée en septembre 1973, après qu'elle a été utilisée comme générique de fin du téléfilm de ABC, She Lives!, avec Desi Arnaz Jr. et Season Hubley.
- Maureen McCormick interpréta la chanson en 1977 dans un épisode de la série The Brady Bunch Hour[5],[6].
- La chanson est interprétée en 1977 dans un épisode du Muppet Show[7].
- La chanson a été jouée dans plusieurs épisodes de la série télévisée britannique Heartbeat lors d’événements tristes (tels que la mort d'un des personnages principaux).
- La chanson a été chantée par Leslie Chow (Ken Jeong) et Alan Garner (Zach Galifianakis) dans un ascenseur dans Very Bad Trip 2[8].
- La chanson est jouée dans X-Men: Days of Future Past dans une séquence au ralenti mettant en valeur le personnage de Vif-Argent[9].
- Time in a Bottle a été utilisé dans l'épisode Dead Man Walking de la série télévisée The Last Man on Earth, au cours des funérailles d'un personnage secondaire nommé Gordon (interprété par Will Ferrell).
- En 2016, Apple publie une publicité pour l'iPhone 6s appelée Timer dans laquelle on entend Time in a Bottle. La publicité montre également le Cookie Monster de Sesame Street[10].
- On peut également entendre la chanson dans le film War Dogs (2016).
- Elle apparait également au début du film Fast and Furious: Hobbs and Shaw (2019), où elle interprétée par le chanteur anglais Yungblud.

## Reprises
Time in a Bottle a été repris de nombreuses fois depuis sa sortie initiale :
- Danger Danger sur Cockroach
- Roger Williams sur The Best of the Beautiful
- Nana Mouskouri sur Only Love
- Garth Brooks a enregistré la chanson avant de signer avec un label.
- Glen Campbell sur Love Songs
- Jerry Reed sur Jerry Reed Sings Jim Croce
- Floyd Cramer sur Just Me and My Piano
- The Ventures sur The Ventures Play the Jim Croce Songbook
- Roger Whittaker sur Evergreens
- Eddie Kendricks sur For You
- Howard Keel sur I Loved You So
- Lena Horne sur Lena & Michel
- Michael English sur Jim Croce: A Nashville Tribute
- Chris de Burgh sur Footsteps 2
- Kenneth « Babyface » Edmonds sur Playlist
- Rachael MacFarlane sur Hayley Sings
- Sandra van Nieuwland sur And More
- Barbara Belloni et Four Fried Fish sur Photographs & Memories (tribute to Jim Croce), édité en 2012 par Velut Luna
- YUNGBLUD (d) sur la BO de Fast & Furious Presents: Hobbs & Shaw
- Forestella (2021) pour l'épisode 2 de l'émission coréenne Phantom Singer All Star.
- Aaron Carter (2022) Sur l'album : Blacklisted.

## Classements
| Classement (1973–1974)             | Meilleure position |
| ---------------------------------- | ------------------ |
| Australie (ARIA)                   | 60                 |
| Canada (Top Singles)               | 1                  |
| Canada (Adult Contemporary Tracks) | 1                  |
| États-Unis (Hot 100)               | 1                  |
| États-Unis (Cash Box)              | 1                  |

| Classement (1974)              | Meilleure position |
| ------------------------------ | ------------------ |
| Canada (Top Singles)           | 39                 |
| États-Unis (Billboard Hot 100) | 24                 |
| États-Unis (Cash Box)          | 36                 |

| Pays              | Certification | Ventes  |
| ----------------- | ------------- | ------- |
| États-Unis (RIAA) | Or            | 500 000 |